# Vene linguale
Venele linguale încep de pe dosul, laturile și de sub suprafața limbii și, trecând înapoi de-a lungul cursului arterei linguale, se termină în vena jugulară internă. 
Vena comitantă a nervului hipoglos (vena raniană), o ramură de dimensiuni considerabile, începe sub vârful limbii și se poate alătura lingual; în general, totuși, trece înapoi pe hioglos și se alătură venei faciale comune. 
Venele linguale sunt importante din punct de vedere clinic, deoarece sunt capabile de absorbția rapidă a medicamentelor; din acest motiv, nitroglicerina se administrează sub limbă pacienților suspectați de angină pectorală. 

## Afluenți
1. Venă sublinguală
2. Venă linguală profundă
3. Vene linguale dorsale
4. Venă suprahioidă